# Patrick Cabouat
 (août 2018).
Si vous disposez d'ouvrages ou d'articles de référence ou si vous connaissez des sites web de qualité traitant du thème abordé ici, merci de compléter l'article en donnant les références utiles à sa vérifiabilité et en les liant à la section « Notes et références ».
 (août 2018).
Pour les articles homonymes, voir Cabouat.
Patrick Cabouat, né le 1er janvier 1950 à Nîmes et mort le 19 février 2025, est un réalisateur français.

## Biographie
Nîmois, Patrick Cabouat est né le 1er janvier 1950 est fils de Jean-Pierre Cabouat. Il meurt à 75 ans.

## Filmographie
Cinéma
- 1977 : Les Loulous
- 2007 : 1945, France année Zéro

Télévision
- 1970 : Albertine (Court-métrage - 20 minutes en 35 mm)
- 1976 : Le Câblier Vercors (doc - 52')
- 1977 : Mandara (doc - 13')
- 1976-1979 : Chroniques de France (court métrage)
- 1983 : Une planète sans frontières (doc 10 x 26')
- 1990 – 1989 : 5e et 6e Marathon des sables (doc - 2 x 52')
- 1991 : Tournoi des petits as
- 1993 : Paris Pékin : La croisière Jeunes (26')
- 1995 : De Gaulle et la gauche (doc - 52')
- 1995 : La Reconstruction de la France (doc - 52')
- 1996 : Le Français, Histoire d'un combat (doc 10 x 26')
- 1997-1998 : Un drapeau pour quoi faire ? (doc 16 x 13')
- 1998 : Nathan Charansky, du Goulag au gouvernement (doc - 52')
- 1999 : Le droit à l'enfance (doc - 20')
- 1999 : Bourguiba, le combattant suprême (doc - 52')
- 2000 : Panique à la Bourse : Le Krach de 1987 (doc - 52')
- 2001 : Profession bourreau (doc - 52')
- 2002 : Le baccalauréat, deux siècles d’épreuves (doc - 52')
- 2003 : Fusillés pour l’exemple (doc - 52')
- 2004 : L’énigme Jaruzelski (doc - 52')
- 2004 : Gauchers, des gens à l’envers (doc - 52')
- 2004 : Eurasia (8 x 52')
- 2005 : 1945 : France année zéro (doc - 85')
- 2006 : La face cachée des libérateurs (doc - 52')
- 2006 : Le Roman des années cinquante (doc - 90')
- 2006 : Grand orient : les frères invisibles de la République (doc - 52')
- 2007 : L’énigme Bousquet (doc - 52')
- 2008 : Nos années 60, les mythologiques (doc - 70')
- 2009 : Nos années 70, les insouciantes (doc - 70')
- 2010 : Nos années 80, les cabossées (doc - 70')
- 2011 : Nos années 90- Les incertaines (doc - 70')
- 2012 : La Grande Famine de Mao (doc - 52')
- 2013 : Menace sur les droits de l’Homme (doc - 52')
- 2016 : Le tragique destin des Romanov (doc - 90')
- 2017 : La tondue de Chartres (doc - 52')
- 2018 : Un Opéra pour un Empire (doc - 90')
- 2019 : FBI : Le dossier Chaplin (doc - 52')